# 施塔特伦斯费尔德
施塔特伦斯费尔德（德語：Stadtlengsfeld，發音：[ʃtatˈlɛŋsfɛlt] ⓘ）是德国图林根州瓦特堡县曾经的一个市镇，面积27.7平方千米，2017年12月31日人口为2,356人。2019年1月1日，施塔特伦斯费尔德与另外5个市镇并入市镇代姆巴赫。